# Jaromír Čičmanec
Jaromír Čičmanec (* 15. října 1945) byl slovenský a československý politik Komunistické strany Slovenska a poslanec Sněmovny národů Federálního shromáždění za normalizace.

## Biografie
K roku 1976 se profesně uvádí jako horník. Ve volbách roku 1976 zasedl do slovenské části Sněmovny národů (volební obvod č. 120 - Prievidza, Středoslovenský kraj). Mandát obhájil ve volbách roku 1981 (obvod Prievidza). Ve Federálním shromáždění setrval do konce funkčního období, tedy do voleb roku 1986.